# Psittacula columboides
Il parrocchetto del Malabar (Psittacula columboides) è un uccello della famiglia degli Psittaculidi.

## Distribuzione
Vive in un areale ristretto a sud-ovest dell'India, dalla regione di Bombay a quella di Kerala. Non è in pericolo di estinzione, ma si tratta di una specie in declino e per giunta collocata in un'area di forte impatto antropico. È molto raro in cattività, dove le coppie riproduttrici sono poche.

## Descrizione
Parrocchetto di taglia attorno ai 38 cm, presenta un evidente dimorfismo sessuale: il maschio adulto ha testa, dorso e petto grigi, corona azzurra, becco arancio, iride gialla, zona perioftalmica sfumata in verde, collare evidente nero bordato di azzurro, ali verdi con riflessi bluastri, coda blu, petto sfumato di rosa, ventre verde giallastro, codrione azzurro; la femmina si differenzia per il petto verde, la coda con poco blu, il collare ridotto e il becco nero. Gli immaturi presentano un piumaggio base completamente tendente al verde, senza collare e con il becco arancio.

## Biologia
Vive nelle foreste tropicali decidue o sempreverdi, tra i 400 e i 1000 metri di quota; strettamente arboricolo, si muove in gruppetti di 4-6 individui. Scende a terra soltanto nelle coltivazioni di cereali per nutrirsi di spighe, mentre il resto della sua alimentazione (noci, frutta, bacche, germogli, fichi) lo trova direttamente sugli alberi. Lo si è potuto osservare spesso mangiare fiori e polline sugli alberi di Erythrina e di Grevillea. Il periodo riproduttivo va da gennaio a marzo; il nido nel cavo di un albero ospita 3-4 uova che vengono incubate, con l'aiuto del maschio, per 27 giorni. I giovani si involano a circa 8 settimane dalla schiusa.